# 玉树龙蒿
玉树龙蒿（学名：Artemisia waltonii var. yushuensis）为菊科蒿属下的一个变种。